# Search fund
 (indiquez la date de pose grâce au paramètre date).
Certains termes anglais peu courants en français devraient être remplacés par des termes français équivalents mieux connus.
Un fonds de reprise (Search Fund en anglais) représente un actif financier permettant à des entrepreneurs de reprendre des PME avec l'appui d'investisseurs expérimentés et sans horizon de désinvestissement.
Le fonds de reprise est ainsi créé à l'initiative de l'entrepreneur, qui à l'issue d'une période de recherche en devient le dirigeant principal grâce au financement de ses investisseurs. En 2018, 325 fonds de reprise étaient actifs dans le monde dont 83 en Europe.   

## Histoire
Ce modèle est apparu en 1984 à Harvard University et s'est ensuite propagé aux cercles des anciens élèves des écoles de commerce Stanford et Kellogg aux Etats-Unis. En Europe le modèle Search Fund présente une attractivité croissante. L'étude de l'IESE Business School estime ainsi que le nombre de fonds de reprise a été multiplié par 4 entre 2012 et 2017. Cette implémentation forte s'explique par de multiples facteurs, l'attractivité auprès des cédants sans solution de succession semble en être un facteur clé. 
L'université de Stanford a répertorié la création de Search Funds depuis plus de 30 ans. Dans la durée, ces études montrent que ce type d'investissements peut générer des Taux Interne de Rentabilité (TRI) supérieurs à 30 %. Au total, 924 millions de dollars américains ont été investis dans ces fonds pour un retour de 5.1 milliards de dollars. On estime que globalement plus de 600 search funds ont été créés dans le monde. 

## Fonctionnement
Le montage s'organise en deux phases. Dans un premier temps, le candidat repreneur lève des fonds propres en vue de financer ses recherches pendant environ 24 mois (salaire personnel, déplacements, frais divers, ...). Dans un second temps, le candidat repreneur lève les fonds nécessaires au financement de la reprise de l'entreprise considérée. Au terme de ce rachat, le repreneur prend la direction de l'entreprise, dont il est l'actionnaire au côté des investisseurs.  
Les principales étapes de la vie d'un Search Fund se résument donc à :  
- La levée de fonds : des investisseurs intéressés par les PME constituent une masse de capitaux afin de financer la recherche d'une entreprise ;
- La recherche de cibles : au cours d'une période de 6 à 24 mois les repreneurs contactent les entreprises qui correspondent à leurs critères de sélection (secteur d'activité, expertise et rentabilité) ;
- L'acquisition de l'entreprise: chaque investisseur choisit d'investir suivant un système d'unités de participation ;
- Le développement de l'entreprise: celui-ci n'a pas de contrainte temporelle et repose sur les nouveaux managers ;
- La cession potentielle: les repreneurs et les investisseurs ont la possibilité de vendre l'entreprise à l'issue du cycle de développement

Le candidat repreneur, généralement diplômé d'une grande université et/ou ancien professionnel de la finance et du conseil, bénéficie des conseils, ressources et contacts de ses investisseurs. Quant au cédant, il a l'assurance de vendre à un repreneur bien entouré et au fait des tendances du XXIe siècle. Cela permet aux dirigeants de transmettre leur entreprise à un repreneur partageant un même ADN entreprenarial et avec l'ambition de faire évoluer celle-ci sur un horizon de long-terme. 
En général, les fonds de reprise visent des entreprises (PME) in bonis dont le prix s'étale de quelques millions d'euros jusqu'à 30 millions d'euros. Le marché français offre cependant peu de chiffres probants sur le sujet.

## Profil des acteurs
Différentes catégories d'acteurs interviennent dans le fonctionnement du Search Fund, les principaux y sont ci-après décrits.

### Le repreneur
Il est issu d'un milieu financier ou des cabinets de conseil et possède une formation académique solide, matérialisée par un Master spécialisé ou un MBA. Son intérêt entreprenarial le pousse à la reprise d'une PME mais il ne souhaite pas devoir s'initier à la création de celle-ci. Le choix du fonds de reprise permet de diriger une entreprise préexistante et clairement positionnée sur un marché. Le rôle du repreneur est alors de la développer sur un horizon temporel long, par le biais d'une croissance organique, externe et avec une faible exploitation de synergies de coûts. L'appui des investisseurs présents à ses côtés en tant qu'actionnaires est une caractéristique différentiante du Search Fund .
D'après l'IESE, les repreneurs avaient en 2018 en moyenne 35 ans, sont pour globalement nord-américains (69%) et ont pour la grande majorité un MBA (90%). 

### Le cédant
Doté d'une expérience commerciale et technique établie, il est amené à céder son entreprise pour des raisons personnelles ou professionnelles. En Europe, la cause principale derrière la vente à un fonds de reprise est souvent l'absence de possibilité de succession. Ils sont le plus souvent contactés par directement les repreneurs et ont recours au Search Fund majoritairement pour éviter une dissolution, une cession à un stratégique ou à un fonds d'investissement.

### Les investisseurs
Ils se distinguent par une spécialisation marquée dans les Search Fund et un accompagnement au repreneurs au préalable de l'identification des entreprises-cible. Ils sont souvent d'anciens repreneurs dont l'expérience technique constitue un levier de croissance pour l'entreprise rachetée. Cette expérience est mise au profit des repreneurs afin de les accompagner dans l'identification d'opportunités de croissance organique et externe. Il existe environ 200 fonds spécialisés en Amérique du Nord et une dizaine en Europe, dont l'essor est encore récent. Chaque investisseur contrôle plus d'une dizaine de Search Funds à chaque instant et subventionne un nombre au moins égal de recherches.        

## France
La première transaction d'un fonds de reprise en France date de 2018.   